# Diszkont légitársaság

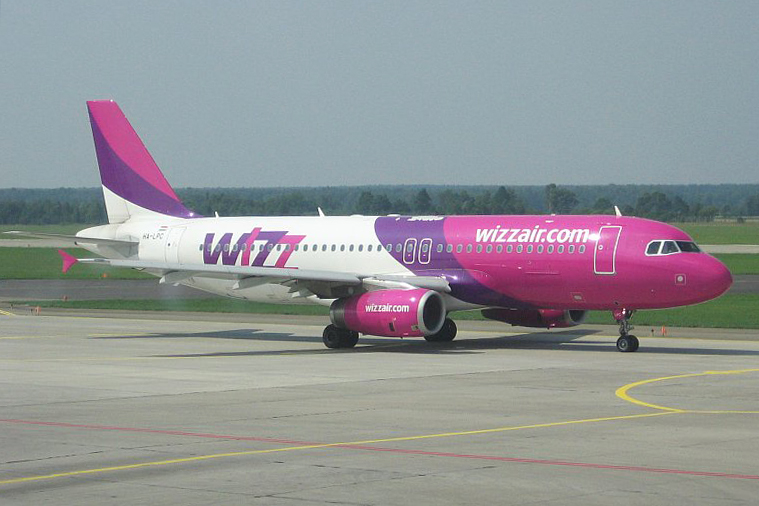
A Wizz Air légitársaság egyik A320 típusú repülőgépe

A diszkont légitársaság (népszerű nevén fapados légitársaság) az olyan légitársaságnak a megjelölése, amely a 20. század vége óta a légitársaságok közötti nemzetközi árversenyben az átlagosnál olcsóbb járataival vesz részt. Az alacsonyabb ár rendszerint alacsonyabb kényelmi szolgáltatással jár.
A nagyobb légitársaságokénál általában alacsonyabb díjszabású utasjegy nemzetközileg meghatározott korlátozott szolgáltatásokkal párosul. Az alacsony költségű üzemeltetést csak rövid- és középhatótávolságú repültetések esetén lehet biztosítani, noha a 2006–2007-es években történtek hosszabb távú repültetési kísérletek is. Díjszabásilag a diszkont légitársaságok a szolgáltatásmentes regionális légiszállító társaságok és a különböző utasosztályú, teljeskörű kiszolgálást biztosító légitársaságok között helyezkednek el.
A fapados légitársaságok jelentős része nem tagja az árakat is szabályozó IATA-nak.

## A fapados szó eredete

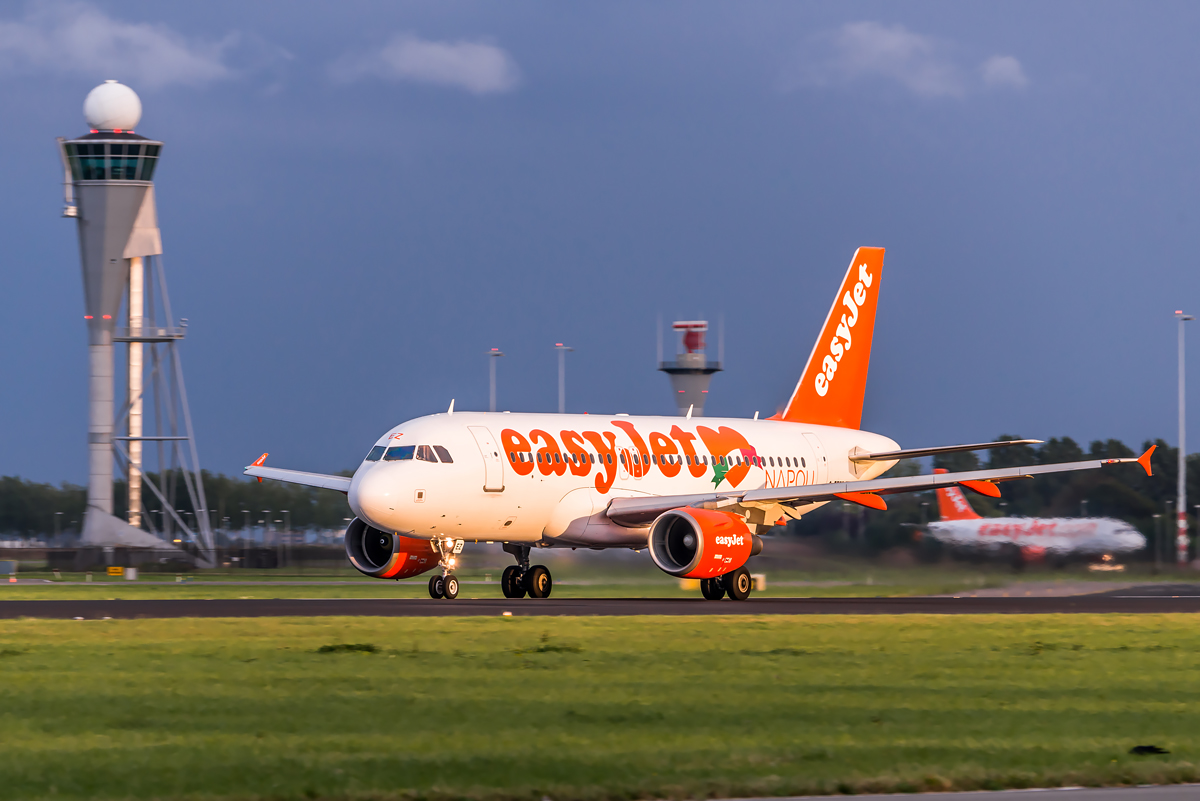

A fapados szó eredetileg a vasúti közlekedésben jelent meg a 19. század második felében, amikor 3 (díj)osztályt különböztettek meg, az ülések minősége és az általános komfort szerint. A legolcsóbb, harmadosztályú vagonokban fapadok voltak, kárpitozás nélkül.
A légi személyszállítás hajnalán (1920-as évek) is a vasúti utaztatásban kialakult elveket kezdték követni. Az 1950-es években a mind több utas befogadására képes repülőgépeken újra megjelentek a többosztályos (2-5) utasterületek, melyek legalacsonyabb szolgáltatást nyújtó kategóriája a „turista osztály” lett. Az 1980-as évek végére azonban egyre nagyobb igény mutatkozott a turista osztálynál is alacsonyabb szolgáltatású, alacsony költségű (low-cost) repültetésekre, amelyekre a 90-es évek elején önálló vállalatok alakultak, legelőször az Egyesült Államokban.

## Árpolitika
A diszkont légitársaságok árpolitikájának az egyik jellemzője az utasoknak a repülés közben nyújtott szolgáltatások (pl. étkeztetés) csökkentése, másrészt gyakran az úti céloktól távolabb eső regionális repülőterek üzemszerű használata. Ez utóbbi ugyan az utasoknak repülésen kívüli többletköltséget és többlet utazási időt jelent, viszont javítja csökkenti a nemzetközi repülőterek légterének leterheltségét.
A repülőjegy ára csak a legminimálisabb, illetve kötelező szolgáltatásokat tartalmazza. A normál légitársaságok turistaosztályain megszokott kényelmi szolgáltatások nincsenek vagy csak felárral elérhetők, ilyenek jellemzően:
- nagyobb kézipoggyász (utastéri poggyász)
- feladott poggyász
- fedélzeten felszolgált étel, ital
- ülőhely megválasztása
- check-in a repülőtéren
- utashíd helyett buszos, vagy gyalogos be-, ill. kiszállítás

## Diszkont vasúttársaságok
Néhány év késéssel jelentek meg a diszkont vasúttársaságok is a vasúti közlekedés piacán. Olcsóbb jegyárakat kínálnak, mint az állami társaságok, alacsonyabb szolgáltatások mellett.